# فأر الخلد العاري
الخُلْد الأمْرَط أو فأر الخلد العاري المتواجد في صحارى شرق إفريقيا خاصة في جنوب إثيوبيا وفي كنيا والصومال. يعيش في مستعمرات كبيرة في اجتماعية عليا (بالإنجليزية: Eusociality)‏ وهو بهذا يظهر سلوك نادر مقارنة مع الثديات الأخرى.

## فيسولوجيا

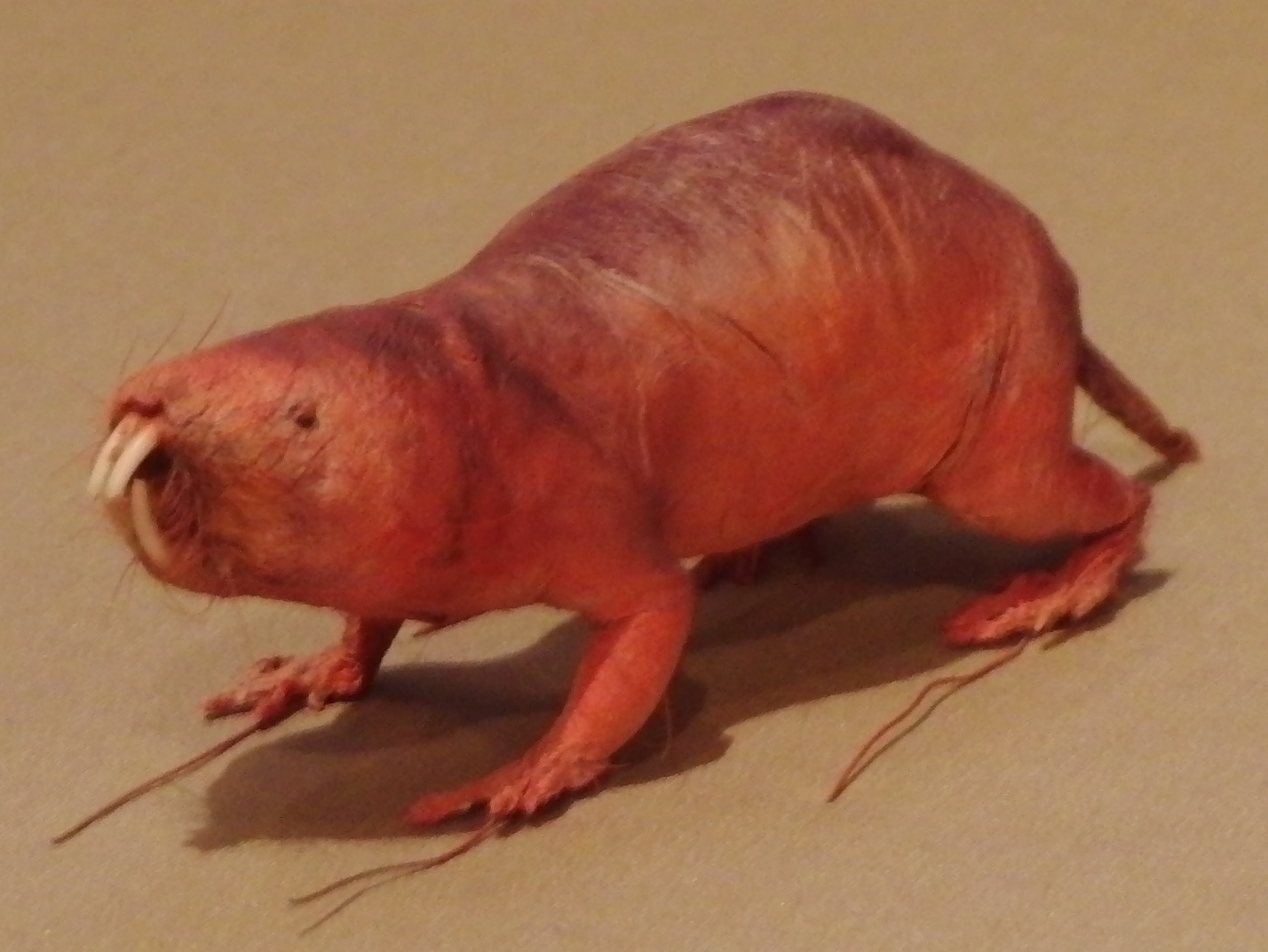

مع خائصه التشريحية يظهر فأر الخلد العاري سلسة تناسبت مع بيئته المعيشية.

### التنفس
يلعب التنفس دور كبير لدى هذه الحيوانات، فتواجد الاكسجين في الجحور يكاد يكون معدوما. الرئة متشكلة بشكل صغير، بتالي تكون قدرة جذب الهموجلوبين لجزيئات الاكسجين أقوى، بهذا تستطيع فئران الخلد العارية امتصاص الأكسجين في الدم بشكل فعال. تبقي معدلات التنفس والأيض المنخفضة بالقياس إلى حجمها استهلاك الأكسجين في حده الأدنى، هذا مع العلم أن لهذه الحيوانات القدرة على خفض هذه المعدلات إلى 25% في فترات الجفاف.

### التغذية
لا تشرب فئران الخلد العارية الماء، لكنها تحصل عليه عن طريق الغذاء. بما أن طبيعة غذائها ذا محتوى ملوحة عالية، تملك فئران الخلد العارية كلى عالية الكفاءة والتي تعمل على إنتاج بول بدراجة كثافة قصوى إلى 1,5مول لكل كيلوجرام بول، يعادل 87,5جراج لكل ليتر.

### متوسط العمر المتوقع
بشكل واضح تعيش هذه الحيوانات إلى ما بعد سن 15.على اختلاف المؤلفات قد يصل عمرها إلى 21 أو حتى إلى 28 في مؤلفات علمية أخرى.

### الإحساس بالألم
فئران الخلد العارية هي الثديات الوحيدة المعروفة بفقدان جلدها للمادة P (بالإنجليزية: Substance P)‏، هذا الجزئ المكون من إحدى عشر حمضا أمينيا يشارك مع غياب تفسير قطعي في إدراك الألم. وفقا لبحث أجراه تماس بارك من جامعة إلينوي والذي أفاد أي البحث في أن فئران الخلد العارية تستقبل أو تشعر بالآلام بشكل أقل، على سبيل المثال الآلام الناتجة عن الجروح والحروق، كما أنها تشعر بالوخز والحرارة والاحماض لكنها لتفسرها على أنها ألم. كما لوحظ عن طريق تعديل جيني، يجعل هذه قادرة على إنتاج السبستنس P سيعمل على زيادة إحساسها بالألم بشكل واضح.

## طريقة الحياة
تعيش في أخلاد في مستعمرات يتراوح عدد أفرادها من 20 إلى 300 حيوان. تنظيم المستعمرة يظهر خصوصية تظهر لدى أنواع من الحشرات
مثل النحل والنمل بحيث تكون الرئاسة لملكة واحدة تختص بالإنجاب، وذلك برفقة ذكر واحد أو ذكرين أو ثلاثة ذكور، في حين تكون الإناث الأخريات عقيمات بشكل مؤقت حتى وفاة الملكة حين تحل إحداهن مكانها، بينما يختص العمال في حفر الأنفاق وإحضار الطعام للصغار والدفاع عن المملكة المتواجدة في أنفاق تحت الرمال. واستعرضت مجلة ساينس أهم دراستين حدثتا خلال عام 2013 استطاعتا تفسير سبب مناعة هذا الحيوان من الإصابة بأي نوع من السرطان، تتحدث إحداهما عن امتلاك خلايا هذا الفأر طريقة تستطيع فيها اكتشاف أي خطأ في عملية إنتاج «البروتينات»، بحيث أنها تتخلص من البروتينات الشاذة التي حدث خطأ أثناء إنتاجها في الخلية.
وأما الدراسة الأهم فهي اكتشاف نوع من السكاكر الضخمة جداً والتي توجد بين خلايا هذا الفأر، بحيث أن هذه السكاكر تجعل هناك مسافة كبيرة بين خلية وأخرى، وتمنعها من الالتحام وتشكيل الورم، وهو الكشف الذي أذهل العلماء خلال الشهور القليلة الماضية ودعا إلى التفكير بطريقة للاستفادة منه من أجل إيجاد علاج وقائي قد يقضي على السرطان نهائياً بين البشر.